# 輔國將軍
輔國將軍，是中國自汉朝时起设置的武官官位，明清时成为宗室爵位名。越南亦有設置。

## 漢朝
東漢漢獻帝始設輔國將軍，伏完任。三國時各國皆設，為雜號將軍，另新設輔國大將軍。南北朝沿置。

## 唐宋
唐朝至宋朝輔國大將軍為正二品武職散官。

## 金元
金朝設輔國上將軍，為從三品武職散官。元朝沿置，改為從二品。

## 明朝
輔國將軍在明朝是皇族爵位之一，位於鎮國將軍之下，奉國將軍之上。是郡王之孫（亦有郡王之子因生母為濫妾，或郡王有過過失被處罰而降封的）。
明朝時，鎮國將軍之子皆封輔國將軍。
- 輔國將軍的正妻稱輔國將軍夫人。輔國將軍的俸祿為每年800石（一半本色糧，一半鈔；嘉靖四十四年改為三分本色糧，七分折鈔）。
- 輔國將軍之子全封奉國將軍[1][2]，女兒稱縣君。縣君的俸祿為每年300石（四分本色，六分折鈔；嘉靖四十四年改為二分本色，八分折鈔）[3]。

## 清朝
輔國將軍（转写：Gurun de Aisilara Janggin）在清朝時為宗室封爵的第十級，在三等鎮國將軍之下，一等奉國將軍之上，品級視為正二品。封爵方式有功封、恩封、襲封，另貝勒側室子、奉恩鎮國公嫡出餘子年二十歲按例得推封一等輔國將軍；貝子側室子、奉恩輔國公嫡出餘子年二十歲按例得推封二等輔國將軍；和碩親王別室所居妾媵子、奉恩鎮國公側室子、不入八分公及一至三等鎮國將軍嫡出餘子年二十歲按例得推封三等輔國將軍。
可細分一至三等：
1. 一等輔國將軍，歲俸銀310兩、祿米310斛。
  - 一等輔國將軍兼一雲騎尉，歲俸銀335兩，祿米335斛。
2. 二等輔國將軍，歲俸銀285兩、祿米285斛。
3. 三等輔國將軍，歲俸銀260兩、祿米260斛。

### 引用
1. ↑  《皇明祖訓·職制》：「凡郡王子孫，授以官職。子授鎮國將軍。孫授輔國將軍。曾孫授奉國將軍。玄孫授鎮國中尉。五世孫授輔國中尉。六世孫以下，世授奉國中尉。」
2. ↑  《大明會典》卷五十五：「（郡王）次嫡、庶子俱授鎮國將軍。鎮國將軍之子，授輔國將軍。輔國將軍之子，授奉國將軍。奉國將軍之子，授鎮國中尉。鎮國中尉之子，授輔國中尉。輔國中尉以下，俱授奉國中尉。」
3. ↑  《明會典》卷三十八